# Parque nacional natural Río Puré
El Parque nacional natural Río Puré es un parque nacional en el departamento del Amazonas, en Colombia, al oriente del Parque nacional natural Cahuinarí.
En este parque se protege el territorio de la etnia yurí, aroje o caraballo, con el fin de garantizar su supervivencia y su decisión de no tener contacto con la sociedad mayoritaria, por lo cual no está abierto al ecoturismo.  

## Descripción del área
El ecosistema del área es considerado estratégico para la seguridad ecológica del país, por cuanto contribuye a la consolidación de un corredor biológico que conecta las áreas de zonas protegidas existentes en el noroeste amazónico de Colombia, Brasil y Venezuela, evitando además el aislamiento del Trapecio Amazónico.

## Localización
El parque nacional natural Río Puré, está ubicado en el Departamento del Amazonas en jurisdicción de las áreas no municipalizadas de La Pedrera, Tarapacá y Puerto Arica, entre los ríos Caquetá y Putumayo.

## Programa comunitario
Parques Nacionales de Colombia y las comunidades de la región que habitan fuera del parque, coordinan voluntarios, ayudando trabajar en programas de desarrollo comunitario, ordenamiento territorial e investigación, en las áreas no municipalizadas de La Pedrera y Tarapacá, en donde están las sedes operativas del parque nacional natural Río Puré.